# Focke-Wulf

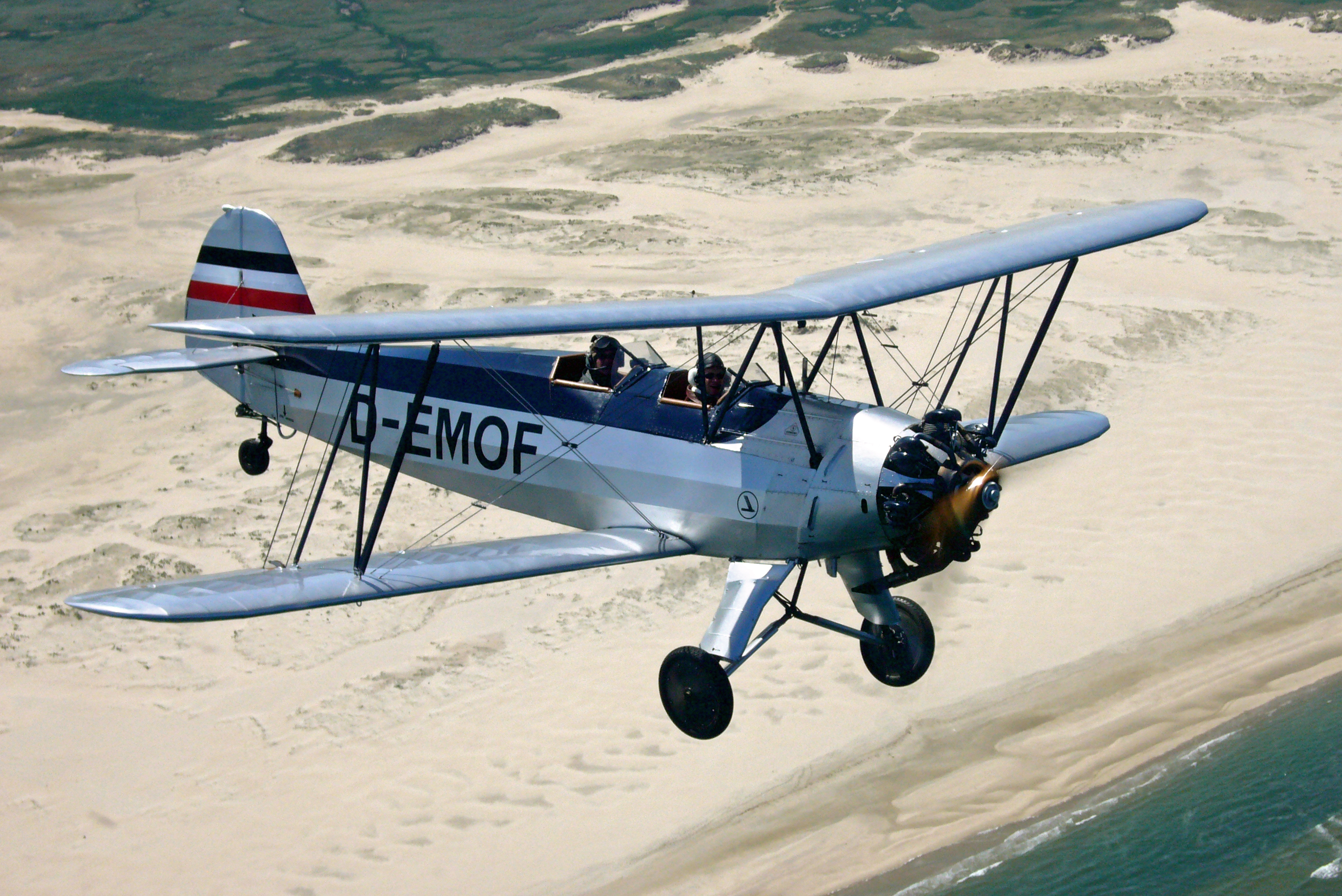
1932 — Focke-Wulf Fw 44

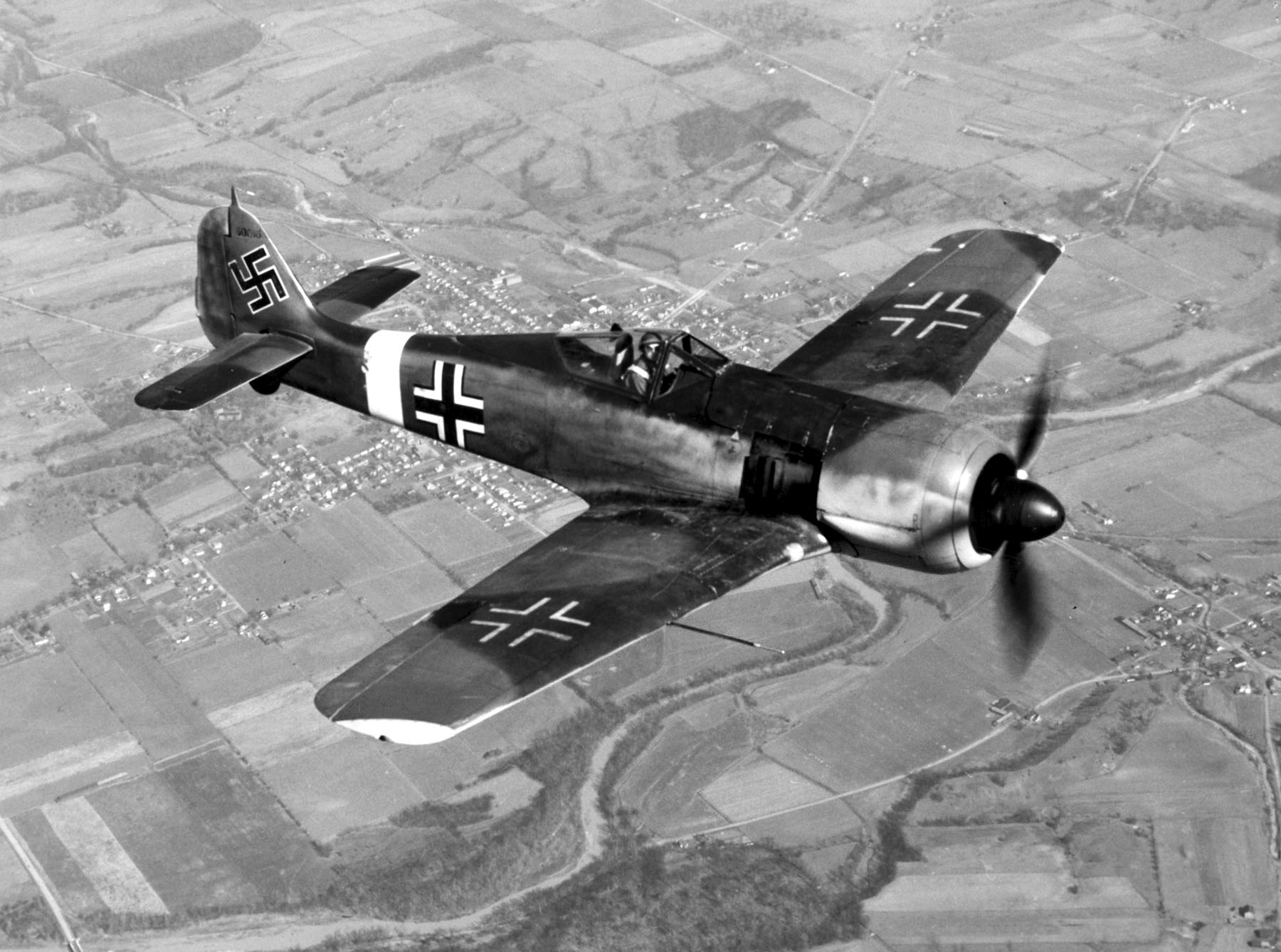
1939 — Focke-Wulf Fw 190

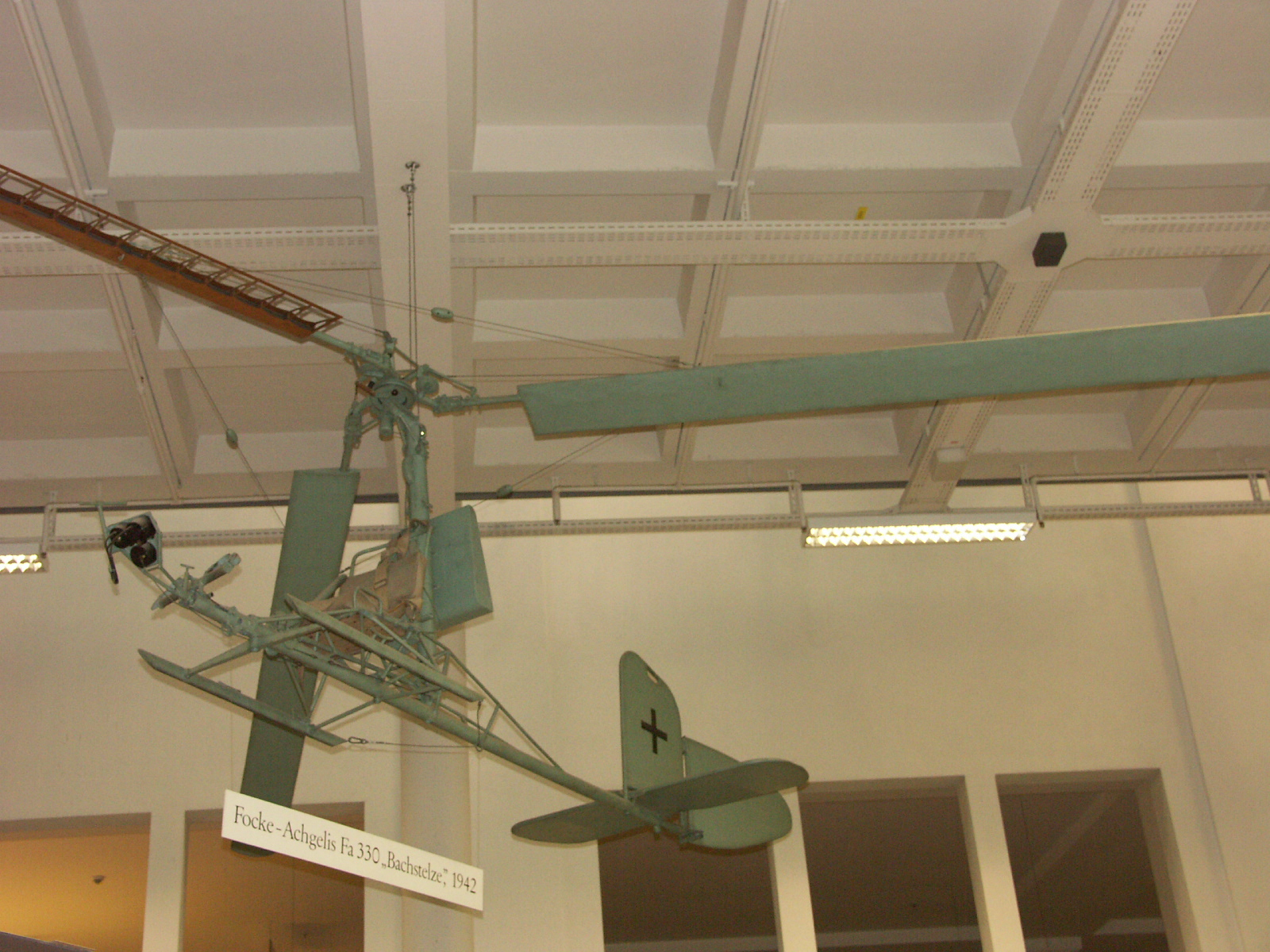
1943 — Focke-Achgelis Fa 330

Фокке-Вульф флюґцойґбау (нім. Focke-Wulf Flugzeugbau GmbH) — літакобудівна фірма Німеччини, літаки якої становили значну частку військово-повітряних сил нацистської Німеччини. Заснована 1923 року в Бремені за участю авіаконструктора Генріха Фокке та колишнього військового льотчика Георга Вульфа (Georg Wulf). 1931 року до складу «Фокке-Вульф» увійшла фірма «Альбатрос».
1963 року внаслідок об'єднання «Фокке-Вульф» та «Везер-флюґцойґбау» (нім. Weser-Flugzeugbau GmbH) було утворено фірму «Ферайніґте флюґтехніше верке» (Об'єднана авіабудівна компанія).

## Історія
Генріх Фокке та його друг і колега Георг Вульф почали розробляти легкі літаки ще до Першої світової війни. На час війни вони припинили свою співпрацю, але 1921 року відновили її, випустивши двомісний моноплан А-7 (A 7 Storch). Завдяки сертифікату від міністерства транспорту про льотну придатність цього літака та фінансової підтримки кавового магната Людвіга Розеліус (Ludwig Roselius), а також бременських комерсантів Отто Бернарда (Otto Bernhard), і Отто Шурига (Otto Schurig) 23 жовтня 1923 року було засновано акціонерне товариство Bremer Flugzeugbau AG. Майже одразу компанію перейменували на «Focke-Wulf Flugzeugbau AG» зі статутним капіталом 200 000 рейхсмарок. У новій компанії Генріх Фокке зайняв роль головного конструктора, Георг Вульф — головного випробувача, а доктор Вернер Нойман комерційного директора.
Спочатку нова компанія розташовувалася в одному ангарі разом з «Дойче аероллойд» у бременському аеропорту. Новостворена компанія почала виробництво літаків з моделі А-7. Її перший власний літак — легкий транспортний моноплан А-16 уперше полетів 23 червня 1924 року. Протягом наступних трьох років було випущено 22 А-16. 1925 року відбувся перший політ двомісного навчального моноплана S-1, за ним 1926 року з'явився двомоторний навчальний варіант А-16 — Gl-18. У тому ж році компанія замала власне приміщення у Бремені. 1927 року з'явився перший з серії однодвигунних транспортних монопланів, відомих під ім'ям Меве: A-17. Разом з ним був випущений тренувальний моноплан S-2.
29 вересня 1927 року під час випробувального польоту нової машини, дуже перспективного F-19 «Енте», загинув Георг Вульф. Незважаючи на це нещастя і на фінансову кризу в країні, компанія вижила та продовжувала працювати над доволі широкою гамою літаків, включаючи легкий транспортний А-20 Габіхт, фотокартографічний А-21, поплавковий вільнонесучий біплан W-4 і тренувальний біплан S-24 Кібіц.
Злиття 1931 року, під тиском уряду, з берлінською авіабудівною компанією Альбатрос флюґцойґверке ГмбХ (нім. Albatros Flugzeugwerke) стало стимулом подальшого зростання компанії. Після злиття фірм Генріх Фокке був звільнений з посади керівника, хоча і залишився членом ради директорів, а проектування та випробування літаків очолив призначений 1 листопада 1931 року 33-річний Курт Танк, який перейшов з аугсбургської фірми Баєріше флюґцойґбау . На 1931 рік Фокке-Вульф налічувала 150 осіб персоналу.
Згодом у компанії Сієрва була придбана ліцензія на виробництво автожирів, були випущені в невеликій кількості легкі транспортні А-32 Буззард і А-33 Шпербер, 10-місний А-38 Меве, тримісний моноплан а-43 Фальке, а трохи пізніше та двомісний тренувальний біплан А-44 Штіґліц. З останнім літаком пов'язаний початок змін у долі Фокке-Вульфа. Літак широко експортувався, будувався за ліцензією в Аргентині, Австрії, Бразилії, Болгарії та Швеції.
1933 року Фокке-Вульф розпочала серію з 30 автожирів С-30 і Генріх Фокке залишивши пост в керівництві компанії присвятив весь свій час розробці улюблених проектів, зокрема експериментальним гелікоптерам.

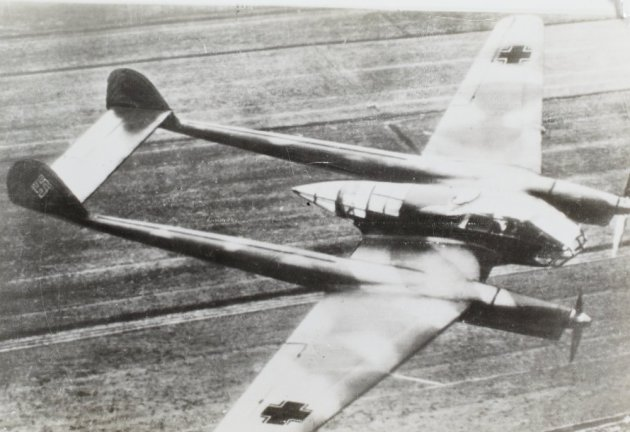
Fw 189 Uhu

Тим часом Курт Танк став технічним директором та керівником компанії. Наприкінці 1933 року полетів розроблений ним Fw.56 Штессер. Через півтора року було випущено легкий багатоцільовий Fw.58 Вайхе, який будувався за ліцензією на МІАГ, «Лутхер та Готаер вагонфабрік», а також у Бразилії та Угорщини.
Одночасно компанія була включена в програму виробництва першого бойового літака люфтваффе — біплана He.45. Всього було випущено 219 Хейнкель-45, а РЛМ підключила компанію до виробництва нового Bf.109. Для цього було потрібне розширення виробництва, і компанія в червні 1936 року була перетворена в товариство з обмеженою відповідальністю (GmbH) і водночас змінила й назву: «Focke-Wulf Flugzeugbau GmbH». До 1938 році статутний капітал компанії становив 2,5 млн марок, а контроль за нею перейшов до «Альґемайне електрицітет ґезельшафт».
Завдяки літакам Fw 44, Fw 56 і Fw 58 компанія здобула солідну репутацію, але в розробці бойових машин мала менший успіх. Прототипи легкого винищувача Fw 157 і важкого винищувача Focke-Wulf Fw 187, програли у конкурсах винищувачам Віллі Мессершмітт Bf.109 та Bf.110 відповідно, тож з 1937 року компанія за ліцензією виробляла літаки своїх конкурентів: Bf.109 і Bf.110 (останній до середини 1941 року). Це був останній чужий літак, що випускався компанією.
1936 року Фокке-Вульф випустив два експериментальних гелікоптери Focke-Wulf Fw 61, а за специфікацією РЛМ до легкого армійського літака був підготовлений автожир Fw.186. Проте 1937 року професор Фокке залишив «Фокке-Вульф» та заснував нову фірму «Фокке-Ахґеліс флюґцойґбау» в Гоєнкампі (недалеко від Дельменгорста), спеціально для випуску гелікоптерів, а Фокке-Вульф зосередилася на роботах над літаками.
1938 року відбувся перший політ розвідника Fw 189, але найбільшу популярність в передвоєнні роки здобув літак Fw 200 «Кондор». Цей літак 10 серпня 1938 року за 24 години 56 хвилин здійснив безпосадочний переліт з Берліна до Нью-Йорка. Зворотний шлях він подолав 13 серпня за 19 годин 47 хвилин.

## Друга світова війна

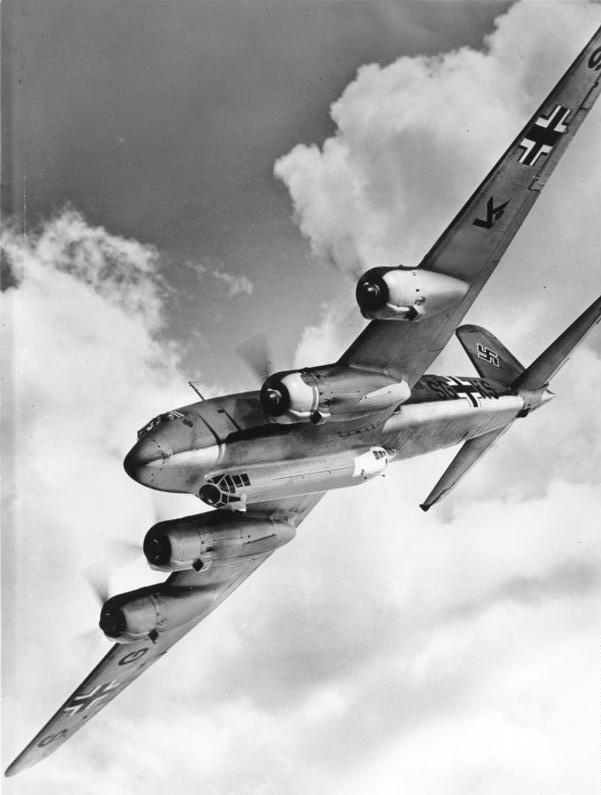
Fw 200 C-3/U2 під час патрулювання

На початок Другої світової війни фірма Фокке-Вульф вступила в смугу бурхливого розвитку. Незважаючи на вимогу RLM розосередити виробництво, було споруджено заводи в Бремені-Гемлінгені, цілий комплекс у Бремен-Гаштедті та Бремен-Ноєнланді. У зв'язку з цим, заводи в Бремені стали першими в німецькому авіаційному комплексі, що зазнали евакуації та роззосередження. Курта Танка переконав у цьому наліт англійців, тож було вирішено перевести виробництво Fw 200 на завод Блом унд Фосс. Курт Танк також вирішив розбити виробництво на кілька заводів у різних містах: Марієнбурзі, Котбусі, Зорау та Позен-Крейзінг.
Завдяки великому успіхові найзнаменитішого літака компанії, Fw.190, і постійним зростанням замовлень на цей винищувач були придбані або засновані нові заводи в Тутові, Гальберштадті, Рамелі, Нойбранденбурзі, Шверіні, Вісмарі, Айнсвардені, Варнемюнде, Анкламі, Ерфурт-Норд, Любеку та Ганновер-Ланґенгаґені (сьогодні тут знаходиться аеропорті міста).
Винищувач Fw.190 крім Фокке-Вульфа випускали також AGO, Арадо, Дорньє, Фізелер, Heinkel.
Всі нічні винищувачі Fw 189 Uhu, крім 167 машин, були випущені на контрольованій Фокке-Вульфом фірмі SNCASO в Бордо і на Аеро в Празі.
На 1944 рік Фокке-Вульф став одним з найбільших підприємств за кількістю працівників, зайнятих в авіаіндустрії: 11 920 осіб безпосередньо зайнятих і 17 040 осіб на допоміжних виробництвах.
Незважаючи на це, крім Fw.190 жоден літак Фокке-Вульфа розробки періоду війни не потрапив у багатосерійне виробництво. Проте конструкторське бюро Курта Танка працювало до кінця, підготувавши ряд незвичайних та перспективних проектів (наприклад, перспективний реактивний Ta.183 Huckebein, який виграв конкурс, що проводиться верховним командуванням Люфтваффе в лютому 1945-го, у Messerschmitt Р.1101 — він повинен був стати основним одномоторним винищувачем Люфтваффе починаючи з осені 1945).
8 квітня 1945 року британська піхота захопила заводи Фокке-Вульф.

## Післявоєнна діяльність
З 1947 по 1955 роки працівники Фокке-Вульфа, в тому числі і Курт Танк працювали в Аргентині, на підприємстві Fábrica Militar de Aviones. Тим часом компанія почала оживати. З 1951 року розпочалося виробництво планерів, а з 1955 року — легкомоторних літаків. Тоді ж почали повертатись й колишні працівники компанії. 1961 року Focke-Wulf, Weserflug та Hamburger Flugzeugbau об'єдналися в Entwicklungsring Nord (ERNO) для спільної розробки ракет.
У 1960-ті роки ITT Corporation, яка купила 25 % акцій Фокке-Вульфа до війни, отримала 27 млн доларів як компенсацію за відшкодування її частки втрат під час війни від союзних бомбардувань заводів Фокке-Вульфа. 1964 року Фокке-Вульф формально об'єдналася з «Везер-флюґцойґбау» (Weser-Flugzeugbau GmbH), перетворившись у «Ферайніґте флюґтехніше верке» (Vereinigte Flugtechnische Werke). Після декількох організацій та злиттів ця компанія стала частиною Європейського аерокосмічного та оборонного концерну (EADS).

## Літаки
- Focke-Wulf A 16
- Focke-Wulf A 17/A21/A29
- Focke-Wulf GL 18
- Focke-Wulf F 19 Ente (качка)
- Focke-Wulf A 20
- Focke-Wulf S 1
- Focke-Wulf W 4
- Focke-Wulf S 24 a
- Focke-Wulf Fw A 21
- Focke-Wulf C.20 ліцензійний
- Focke-Wulf C.30 Heuschrecke (сарана), ліцензійний
- Focke-Wulf L 101 D Albatros
- Focke-Wulf S 39
- Focke-Wulf Fw 40
- Focke-Wulf Fw 42 бомбардувальник
- Focke-Wulf Fw 44 Stieglitz, тренувальний біплан
- Focke-Wulf Fw 56 Stösser, тренувальний моноплан
- Focke-Wulf Fw 57, прототип двомоторного важкого бомбардувальника
- Focke-Wulf Fw 58 Weihe транспортний, тренувальний
- Focke-Wulf Fw 61, прототип гелікоптера
- Focke-Wulf Fw 62, морський розвідник
- Focke-Wulf Ta 152, перехоплювач, винищувач (на основі Fw 190)
- Focke-Wulf Ta 154 Moskito нічний винищувач з дерев'яною структурою за зразком de Havilland Mosquito
- Focke-Wulf Fw 159, прототип винищувача
- Focke-Wulf Ta 183, прототип реактивного винищувача
- Focke-Wulf Fw 186, прототип розвідувального літака
- Focke-Wulf Fw 187 Falke двомоторний важкий винищувач
- Focke-Wulf Fw 189 Uhu (пугач), двомоторний розвідувальний літак
- Focke-Wulf Fw 190 Würger винищувач, перехоплювач
- Focke-Wulf Fw 191, двомоторний Bomber B, прототип
- Focke-Wulf Fw 200 Condor, багатоцільовий пасажирський або розвідник

### Плановані, незакінчені
- Focke-Wulf Fw 42
- Focke-Wulf Fw 160 — чотиримоторний бомбардувальник.
- Focke-Wulf Fw 259 Frontjäger (розробка)
- Focke-Wulf Fw 260 — літак вертикального зльоту і посадки
- Focke-Wulf Ta 283
- Focke-Wulf Fw 300 розширена версія Fw 200
- Focke-Wulf Ta 400 — Amerika Bomber дизайнерський конкурс. лише проект
- Focke-Wulf Fw P.0310.025-1006
- Focke-Wulf Fw P.0310.025 — розробка 1944 року літака «літаюче крило».
- Focke-Wulf Fighter Project w/BMW803 — розробка літака з подвійним хвостом
- Focke-Wulf Fw Triebflügel — літак вертикального зльоту і посадки
- Focke-Wulf VTOL Project — проект літака вертикального зльоту і посадки
- Focke-Wulf Fw 1000x1000x1000 розробка бомбардувальника
- Focke-Wulf Fw 'Super Lorin' ракетно-реактивний літак змішаного живлення